# 국제 악보 도서관 프로젝트
국제 악보 도서관 프로젝트(영어: International Music Score Library Project, IMSLP)는 퍼블릭 도메인 악보 전자 도서관 프로젝트이다. 인쇄업자였던 오타비아노 페트루치의 이름을 따온 이름인 페트루치 음악 도서관으로도 알려져 있다. 미디어위키 소프트웨어를 사용하고 있으며, 2006년 2월 16일에 처음 개설한 이후로 18,000명 이상 작곡가들의 152,000여 개를 넘는 작품들과 495,000여 개 이상의 악보, 59,000여 개 이상의 기록들이 업로드되었다. 2018년 7월 10일에는 iOS 앱을, 2019년 3월 28일에는 안드로이드 앱을 출시했다.

## 역사

### 개요
2006년 2월 16일에 개설되었다. 도서관은 주로 저작권이 만료된, 오래된 음악 판본으로 구성되어 있다. 게다가 크리에이티브 커먼즈 라이선스 하에서 세계에 그들의 음악이 공유되길 원하는 현대 작곡가들의 악보도 있다. IMSLP의 주요 프로젝트 중 하나는 요한 제바스티안 바흐의 바흐 협회(1851~99)의 완전한 작품의 분류와 업로드를 하는 것이었는데, 이 작업은 2008년 11월 3일에 완료되었다. 거기에 바흐의 완전한 퍼블릭 도메인 저작뿐만 아니라, 루트비히 판 베토벤, 요하네스 브람스, 요제프 캉틀루브, 에마뉘엘 샤브리에, 에르네스트 쇼송, 프레데리크 쇼팽, 요제프 하이든, 아르칸젤로 코렐리, 클로드 드뷔시, 뱅상 당디, 폴 뒤카스, 가브리엘 포레, 피에르-옥타브 페루, 게오르크 프리드리히 헨델, 장 위레, 알베릭 마그나드, 조반니 피에를루이지 다 팔레스트리나, 모리스 라벨, 알베르 루셀, 에릭 사티, 플로랑 슈미트, 프란츠 슈베르트, 로베르트 슈만, 알렉산드르 스크랴빈, 장 시벨리우스의 모든 퍼블릭 도메인 저작들과, 볼프강 아마데우스 모차르트, 프란츠 리스트 등 그 외 많은 이들의 작품 대다수 또한 사용 가능하다. 
게다가 IMSLP는 디지털 저장소를 제공하여 단일한 작곡에 대해 다양하고 역사적인 판본 역시도 업로드될 수 있기에 음악 백과사전으로서의 가능성을 제공한다. 또한 출판사에 관한 문서는 귀중한 정보를 제공하며, 작품 문서들은 그 자체로 오페라에서의 역할처럼 많은 양의 정보를 포함하는 경우도 많다.
IMSLP는 MIT에서 연구 도구로 권장되며, MIT 오픈코스웨어 악보를 제공받는데 사용되었다.
또한 시블리 음악 도서관과 미국의 스탠퍼드 대학, UCLA, 브라운 대학, 펜실베이니아 대학, 위스콘신 대학교 매디슨, 오벌린 음악대학, 맨해튼 음악학교 메릴랜드 대학, 워싱턴 대학교, 신시내티 대학교, 위스콘신 대학교 밀워키, 애팔랜치안 주립대학, 캐나다의 맥길 대학교, 영국의 옥스퍼드 대학, 케임브리지 대학, 에든버러 대학 브리스톨 대학, 호주의 멜버른 대학교 같은 대학 도서관들에서 온라인 정보원으로 사용되고 있다. 2019년에는 IMSLP과 TwoSetViolin이 TwoSetViolin x IMSLP 상품 라인업을 만들기 위해 협업했다.

### 폐쇄 위기와 재개
2007년 10월 19일, IMSLP는 오스트리아 비엔나의 유니버셜 에디션으로부터의 법적인 요구로 인해 폐쇄한다. 정지명령서는 일부 작품들이 캐나다의 서버에서는 저작자의 사망 이후 50년 간 저작권의 보호를 받은 뒤 퍼블릭 도메인으로 넘어갔으나, 일부 다른 국가에서는 70년 간의 저작권 보호를 받고 있음에도 사용이 가능했던 점에 우려를 표명했다. 웹사이트의 관리자이자 Feldmahler로도 알려진 에드워드 W. 구오는 이 저장소의 폐쇄를 결정했으나, 포럼에 토의들을 남겨 최선의 해법을 낼 수 있게 했다:
2007년 10월 13일 토요일에 나는 유니버셜 에디션으로부터 2번째 정지명령서를 받았다. 먼저 나는 이 서신이 내가 지난 8월에 받았던 정지명령서와 내용이 비슷할 거라 생각했다. 그러나 매우 아는 게 많은 변호사와 후원자들의 장황한 논의 끝에, 평범한 대학생인 내가 그 정지명령서에 동의하거나 이 사이트를 폐쇄하는 것 외에는, 이 사건을 다른 방식으로 대처하기 위해 필요한 에너지도 돈도 없다는 사실을 아주 힘들게 깨닫게 되었다. 나는 지난 2년 동안 IMSLP를 위해 매우 많은 일을 해온 모든 IMSLP 기여자들에게 충분히 사과할 수가 없다.— Feldmahler (프로젝트 리더)

이에 대응해 프로젝트 구텐베르크의 관리자 마이클 S. 하트는 그 프로젝트를 온라인으로 유지하게 위한 지원을 제안했다. 하지만 이 제안은 미국에서 그 프로젝트가 주최되는 것에 우려를 표명했고 프로젝트 구텐베르크의 캐나다측과 상의했던 구오에 의해 거절됐다. 그런 도중에 2007년 11월 2일, 캐나다의 저명한 저작권 학자인 마이클 가이스트는 BBC에 이 사건에 관한 세부사항과 광범위한 영향을 논하는 기사를 썼다.
이 사건은 퍼블릭 도메인적 관점에서 대단히 중요하다.— 마이클 가이스트

2008년 6월 30일, IMSLP는 다시 재개장하였다. 재개장 이후로 이 사이트는 업로드된 파일들은 저작권 상태를 확인한 후에 다운로드할 수 있다는 점에서 엄격한 저작권 정책을 사용하고 있다. 비록 서버가 캐나다에 위치하더라도, 미국에서 퍼블릭 도메인이 아닌 파일들은 2010년 7월까지 '기술적 오류' 또는 '임시 차단'이라는 뜻의 [TB]로 표기되어 보여지지 않는다. 포럼에 게시된 FAQ는 다음과 같다. "불행하게도, 이 '임시' 차단은 이후에 통지가 있을 때까지 – 아마도 미국에서의 기한 만료까지 계속될 것이다." 초기의 과정 이후 [TB]가 표시된 항목들은 독립적인 조직들이 운영하는 지역 서버의 도입으로 인하여 근본적으로 사라졌다.
2011년 4월 21일, 영국음악출판협회는 IMSLP에 반하여 DMCA 상의 삭제 요구 통지를 공표했다. IMSLP의 도메인 네임 등록 대행자인 고 대디는 접근할 수 없도록 만든 채로 "imslp.org"를 삭제했다.  협회의 주장은 2007년의 유니버셜 에디션의 그것과 닮아 있었다. 특히 협회는 라흐마니노프의 1913년 합창 교향곡인 <종>이 미국과 EU 저작권을 침해했다고 주장했다. IMSLP에 따르면 그 조치는 어떠한 가치도 없었다. 거의 24시간이 지난 후, 협회는 그들이 고 대디에게 도메인 네임을 복구시킬 것을 요청했다고 트위터를 통해 알렸다.
2017년 11월 7일, IMSLP는 그 작곡가의 음악이 여전히 저작권 보호를 받는 지역에서 다운로드가 가능한 것을 우려한 세르게이 프로코피예프의 상속인으로부터 정지명령서를 받았다. 이 요구는 2018년 1월 19일에도 미국음악출판협회로부터 별도의 서신에 의해 이어졌다. 같은 해 2월 23일, 이러한 법적 위협들에 대응하여 IMSLP에 의해 프로코피예프의 모든 작품으로의 접근이 차단되었다. 이 사건들은 2018년 7월의 IMSLP의 포럼에서 부분적으로 해결되어, 프로코피예프의 1923년 이전 작품들이 다시 업로드되었다. 8월에는 프로코피예프의 나머지 작품들이 다시 업로드되어, 그것들이 허락되는 나라에서만 사용 가능해졌다.

### WIMA 합병
2011년 8월 23일, Werner Icking Music Archive (WIMA)가 IMSLP와 합병할 것 같다는 발표가 있었다. WIMA는 5일 전 기부자들에게 보내는 공개 서신에서 자신들의 사이트에 관한 합병을 알렸다. 약간의 기술적인 문제를 해결한 이후에, IMSLP는 8월 28일 공식적으로 합병에 착수할 것을 결정했다. 합병은 2012년 7월 21일에 완료될 것으로 알려졌다.

### 구독 도입
2015년 12월 27일, IMSLP는 사용자들이 이 사이트에서 사용 가능한 일부 파일의 대기 시간을 피하고, 새로이 업로드되는 파일들에 접근하기 위해 돈을 지불할 것으로 예상되는 구독 기반 모형으로 바꿨다. 결제를 하지 않은 사용자들은 이 사이트의 파일들의 대부분을 차지하는 크리에이티브 커먼즈 라이선스 파일을 제외한 특정 파일에 대해 15초의 대기 시간을 거쳐야 하며, 새로 업로드된 파일에 접근하기 위해서는 2일까지 기다려야 하며 광고가 뜬다.
프로젝트 리더인 에드워드 구오는이 변화는 자금 수준이 장기적으로 지속가능하지 않았기 때문에 만들어졌다고 주장했으나, 또한 언급했다.
우리가 다양한 곳으로부터 받는 수입은 이 사이트를 어느 정도까지는 유지하기에 충분했으나, 나는 자금 수준이 장기적으로 지속가능하지 않다고 점점 더 믿고 있다. 우리는 전통적인 음악 도서관과 같이 음악원, 대학, 출판사의 서비스에 얽매이지 않고 음악가나 음악 애호가들만을 위해 일하기 때문에 오히려 전통적인 기관들이 하지 않으려 하는 일들을 할 수 있다. 그러나 모든 것은 교환이다. 우리는 또한 이 전통적인 기관들이 가지고 있는 재정 지원 인프라를 가지고 있지 않고, 지난 몇 년 동안 나는 솔직히 IMSLP에 관한 새롭고 현실적인 공급원을 찾는 데에 내 상상력을 소진해왔다. "그래서 나는 IMSLP를 위한 구독 제도가 시행될 것을 여기서 알린다. 그러나 이것은 전통적인 구독 모델이 되지 않을 것이다. - 특히, 어떠한 파일도 대중들에 의한 접근으로부터 차단되지 않을 것이다. 오히려 구독은 회원이 특정 시간을 기다리지 않고 파일을 다운로드 받는 것과 이 사이트의 광고 중 일부를 제거하고 몇 가지 다른 혜택을 허락할 것이다. 나는 이것을 열려 있는 접속에 대한 IMSLP의 철학을 보존하고 IMSLP의 미래를 지키기 위한 방법으로 본다."

구오는 자금 공급의 변화를 2015년 6월 IAML 회의에서 사서들과 토의의 결과로 봤다. 이 웹사이트의 일부 기여자들은 구오가 적당히 모금을 시도하지 않은 것에 대한 우려를 표했지만, 어떠한 사전적인 경고도 없이 그들의 작품을 현금화하기 위해 회원제를 도입했다.

### 낙소스 음악 도서관
2016년 4월 18일, IMSLP는 트위터 계정을 통해 모든 가입자가 Naxos 뮤직 라이브러리에 접근할 수 있게 될 것이라고 알렸다.

## 이모저모

### 로고

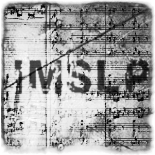
IMSLP 로고 (2007–2015)

2007년부터 2015년까지 IMSLP와 페트루치 음악 도서관은 악보에 기반을 둔 로고를 사용했다. 배경의 악보 이미지는 가장 최초로 출판된 음악 서적인 오데카톤(Harmonice Musices Odhecaton)이란 책의 서두로부터 가져왔다. 이 책은 1501년 이탈리아 베니스에서 출판되었으며, 도서관과 이름이 같다. 그러다 2016년에 IMSLP는 두 프로젝트 IMSLP와 페트루치 음악 도서관에서 특색을 따와 깔끔한 문자상표로 교체했다.

### 수상
2009년에 IMSLP는 MERLOT 클래식의 음악 부문에서 수상했고, PC Magazine으로부터 2009년의 발견되지 않은 상위 100대 웹사이트 중 하나로 선정되기도 하였다. 2018년에는 에드워드 구오가 ACMP 재단으로부터 새로운 방향으로 실내악을 바꾼 것을 인정 받아 '헬렌 라이스 상'을 받았다.

## 구조

### 법적 구조
IMSLP는 현재 이 웹사이트를 운영하기 위해 세워진, 개인 회사인 프로젝트 페트루치 유한회사가 소유하고 있다. 프로젝트 페트루치 유한회사는 이 사이트의 개설자가 뉴잉글랜드 음악원에서 공부하고 있었을 당시였던 2008년 6월 28일, 델라웨어주의 유한회사로 등록되었다. 이 웹사이트는 사이트의 설립자에 이메일 주소와 미국에서의 등록 대리인의 법적, 형식적 통신 용도의 물리적 주소를 제공한다.
프로젝트 레오나르도는 예술이나 과학에 있어 무료 온라인 컨텐츠를 관리하는 인터넷 서비스 제공자다.

### 유럽 서버
2010년 7월 10일, 한 포럼 스레드는 네덜란드에 위치한 새 서버의 개설을 알렸다. 이 서버는 캐나다와 EU의 퍼블릭 도메인인 작품들이 비록 미국에서는 저작권이 있을지라도 합법적으로 다운로드할 수 있도록 한다. 이 서버는 초기에는 독립적인 유럽 단체에 의해 운영되었으며, 이후 한 포럼 스레드는 "예술과 과학에서의 어떤 분야든 무료 콘텐츠를 배포하는 온라인 도서관들에 웹호스팅 서비스를 제공하기 위해" 뉴질랜드에 설립된 새롭고 독립적인 회사인 프로젝트 레오나르도에 운영이 넘어갔음을 알렸다. EU 서버의 파일들은 (EU)로 표시되어 있다.

### 미국 서버
비슷하면서도 독립적인 US 서버는 유저들이 오직 미국 내에서 퍼블릭 도메인 상태에 있는 작품들을 다운로드할 수 있도록 한다. 다른 서버들과는 달리, 이 서버는 오직 관리자나 다운로드를 위해 자유로이 접근할 수 있는 특권을 가진 사용자들만이 기여할 수 있다.

### 캐나다 서버
2013년 7월 1일, 한 포럼 스레드는 EU 서버 역시 운영하는 독립적인 회사인 프로젝트 레오나르도가 운영하는, 캐나다에 위치한 새 서버의 개설을 알렸다. 이 서버는 캐나다, 중국, 일본, 뉴질랜드, 남아프리카 등 저작자의 사망으로부터 50년 동안 저작권이 지속되는 국가의 사용자들을 위해 만들어졌다. CA 서버의 파일들은 (CA)로 표기된다.

## 비슷한 프로젝트들
- 합창 퍼블릭 도메인 도서관 (합창곡과 성악 위주)
- 뮤즈오픈 (녹음 위주)
- 뮤토피아 프로젝트 (조판 위주)
- Werner Icking Music Archive (WIMA) (주로 중세 르네상스 시대의 음악을 포함함; IMSLP와 합병)

## 같이 보기
- 온라인 음악 데이터베이스 목록